# Franka Anić
Franka Anić, hrvaško-slovenska taekwondoistka, * 5. februar 1991, Split.
Franka Anić je za Slovenijo nastopila na taekwondojskem delu Poletnih olimpijskih iger 2012 v Londonu, kjer je osvojila peto mesto v kategoriji do 67 kg. 